# NGC 6437
NGC 6437 — группа звёзд в созвездии Скорпион.
Этот объект входит в число перечисленных в оригинальной редакции «Нового общего каталога».